# Annona (privilegi)
L'Annona fou un Privilegi atorgat per Ferran II d'Aragó el Catòlic l'any 1511 a la ciutat de Barcelona.

## Contingut
L'annona concedia que Consell de Cent tenia autorització per a tenir cura del forniment de blat, vitualles i altres coses necessàries per al manteniment dels ciutadans, així com la facultat d'estatuir les ordinacions al respecte. Aquest privilegi permetia a les autoritats municipals de Barcelona prohibir la sortida de blat de la ciutat en cas d'escassetat, fins i tot si això significava oposar-se a les ordres del virrei.
Aquest privilegi s'emmarcava dins d'una sèrie de competències que el municipi de Barcelona va anar adquirint progressivament en matèria d'abastiment alimentari i política assistencial. La capacitat de controlar el subministrament de gra era crucial per mantenir la pau social, especialment en períodes de carestia. El privilegi de l'Annona va ser un dels punts culminants d'aquesta evolució, juntament amb el privilegi de Vi vel gratia de 1328, que permetia requisar els transports de gra que passaven prop de la ciutat en cas de necessitat.
Aquestes concessions reials van atorgar a Barcelona una autonomia considerable en la gestió del seu proveïment alimentari, una característica que la distingia de moltes altres ciutats europees de l'època. Aquesta capacitat d'autogestió en matèria d'abastiment va ser una singularitat històrica de Barcelona que va perdurar fins al Decret de Nova Planta.